# Midnattens Widunder
Midnattens Widunder è il primo disco del gruppo musicale finlandese Finntroll, pubblicato nel 1999.
Le tracce #3, #4 e #7 sono le versioni re-incise delle omonime canzoni contenute nel demo Rivfader.

## Tracce
1. Intro – 1:57
2. Svartberg – 4:06
3. Rivfader – 4:09
4. Vätteanda – 4:35
5. Bastuvisan – 1:19
6. Blodnatt – 4:41
7. Midnattens Widunder – 4:40
8. Segersång – 1:59
9. Svampfest – 2:03

### In lingua inglese
1. Black Mountain
2. Goblinspirit
3. Saunasong
4. Bloodnight
5. Wonder of (the) Midnight
6. Victory Song
7. Mushroom Party

## Formazione
- Jan "Katla" Jämsen - voce
- Teemu "Somnium" Raimoranta - chitarra
- Henri "Trollhorn" Sorvali - tastiera
- Samuli "Örmy Skrymer" Ponsimaa - chitarra
- Sami "Tundra" Uusitalo - basso
- Samu "Beast Dominator" Ruotsalainen - batteria